# جون آدامز باركر
جون آدامز باركر (بالإنجليزية: John Adams Parker)‏ هو رسام أمريكي، ولد في 29 نوفمبر 1829 في نيويورك في الولايات المتحدة، وتوفي في 1905.